# Luís Inácio Henriques Fernandes
Luís Inácio Henriques Fernandes, kurz Luís Fernandes, ist ein leitender Beamter aus Osttimor.
Er hat einen Studienabschluss in Management und Wirtschaft.
2009 wurde Fernandes zum Inspektor der Innenrevision im Ministerium für Tourismus, Handel und Industrie ernannt. Er wurde zum Generaldirektor befördert und diente seit der IV. Regierung in dieser Position im Ministerium bis 2024.
2024 wurde Fernandes zum Präsident der Gemeindeverwaltung (Presidente Autoridade Município) der Gemeinde Manatuto ernannt. Er folgte damit in der Funktion dem bisherigen Administrator Bernardo Lopes. Die Vereidigung von Fernandes fand am 12. Januar 2024 statt.